# Iluminismul în Polonia

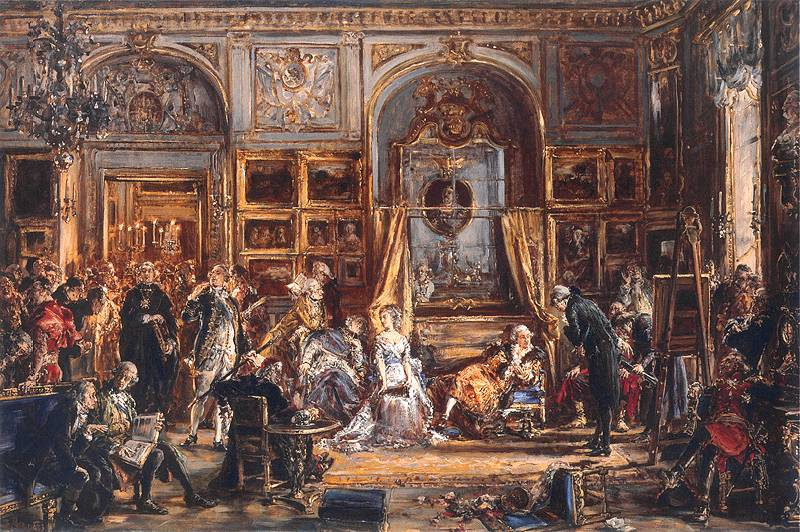
Constituţia din 3 mai. Sejm. 1795. pictură de Jan Matejko, 1889

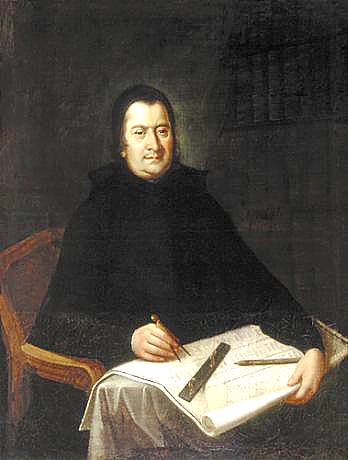
Tatăl, pictură de Stanisław Konarski

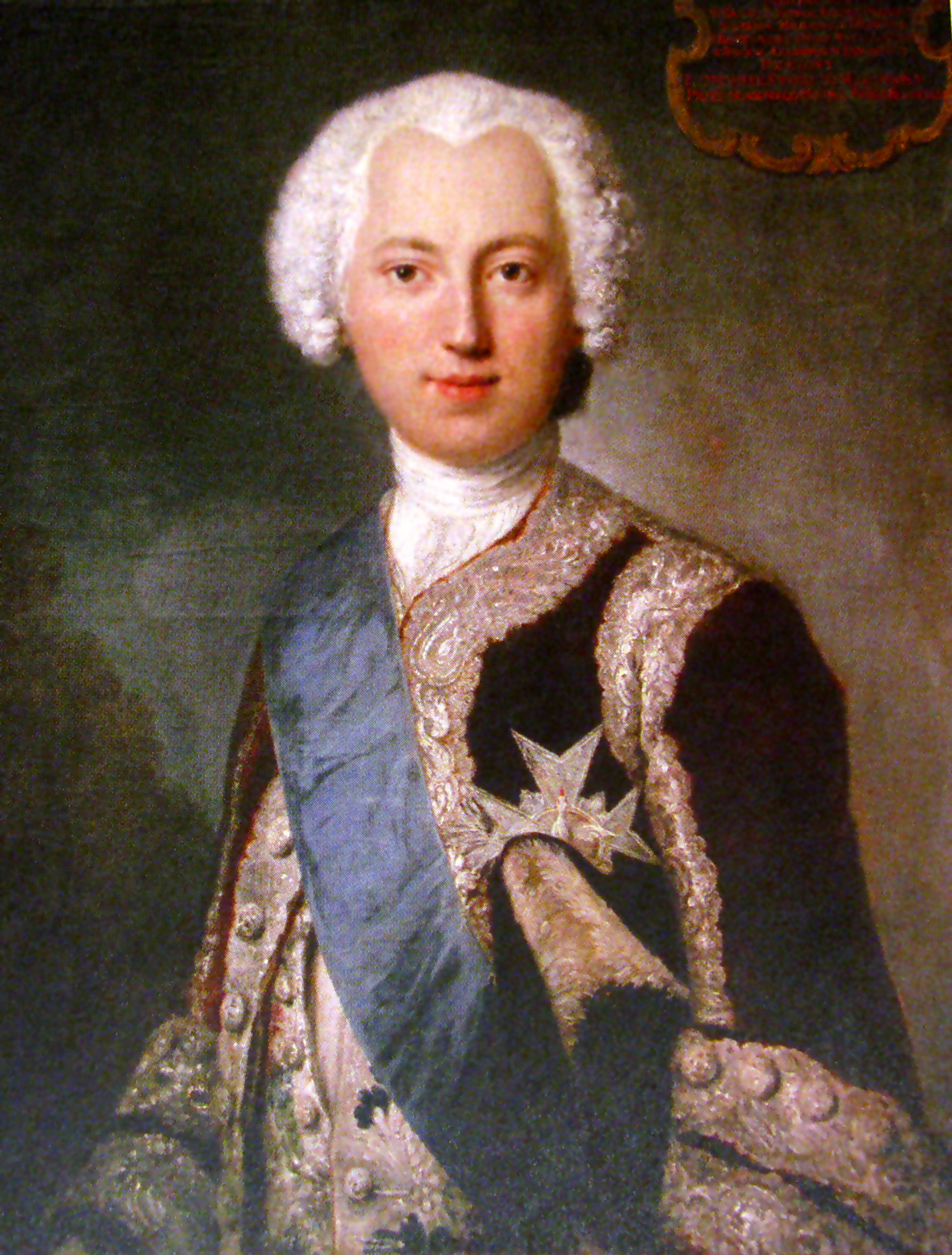
Prinţul Józef Aleksander Jabłonowski, istoric, bibliograf, parton al artelor

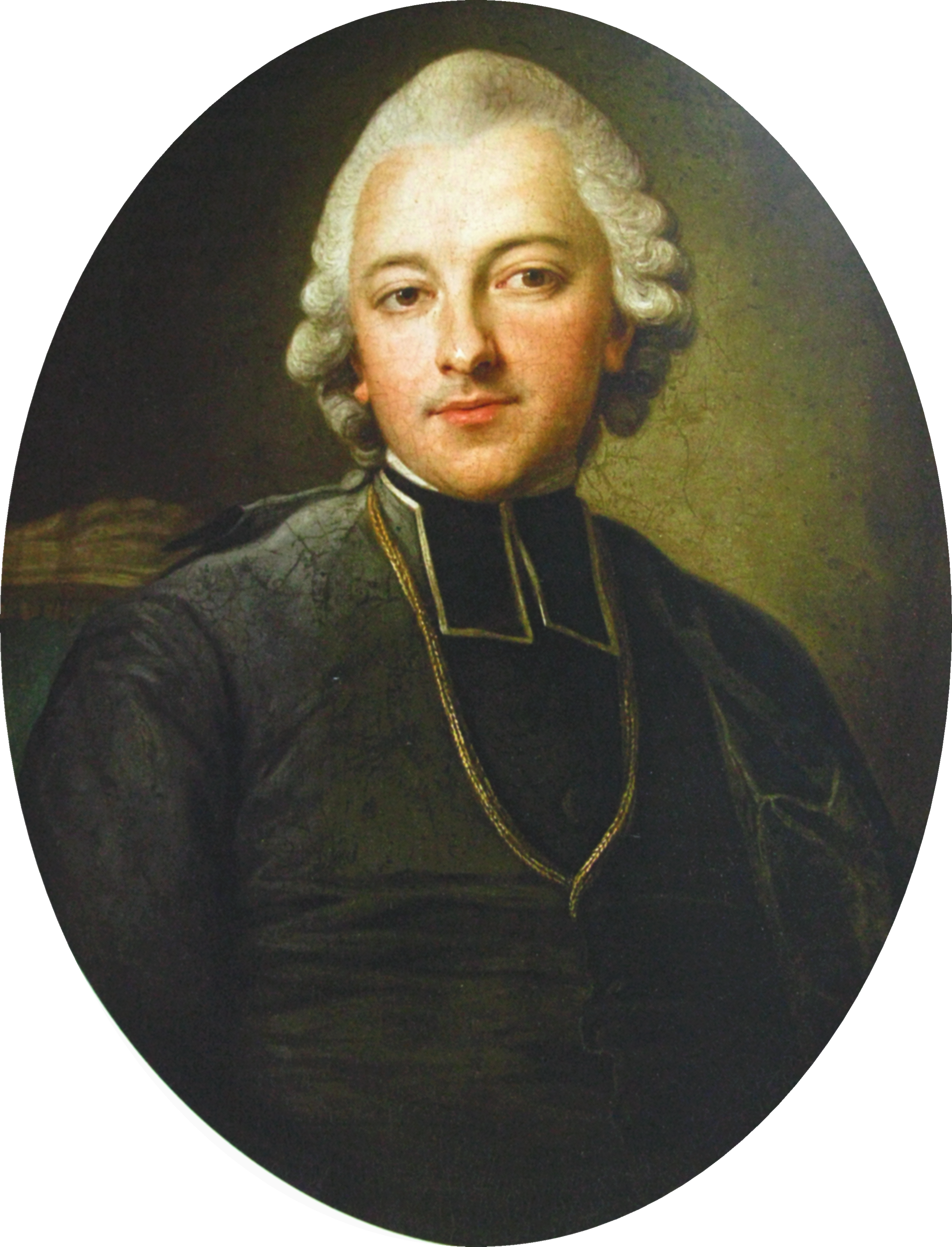
Episcop de Warmia, prinţul Ignacy Krasicki

Ideile Iluminismului au prins rădăcină mai târziu în Polonia decât în Europa de Vest, burghezia poloneză fiind  mai slabă, iar cultura (Sarmatism) nobilimii poloneze szlachta împreună cu sistemul politic polono-lituanian (Libertatea de aur) erau în criză profundă. 
Iluminismul polonez a început în anii 1730 - 1740, a atins apogeul în timpul domniei ultimului rege al Poloniei, Stanisław August Poniatowski (a doua jumătate a secolului al XVIII-lea), intrând în declin cu a treia împărțire a Poloniei (1795) - o tragedie națională care, pentru o perioadă scurtă, a inspirat apariția unor opere sentimentale - și s-a încheiat în 1822, fiind înlocuit de romantism .

## Istoric
Iluminismul polonez avea multe însușiri comune cu Iluminismul vestic, fiind în același timp diferit de acesta în multe aspecte importante. 
O mare parte din ideologia Iluminismului Europei de Vest a evoluat sub opresiunea monarhiilor absolute și s-a dedicat  luptei pentru libertate. Gânditorii occidentali ca Montesquieu doreau separarea și echilibrului puterilor  pentru a restricționa puterea aproape nelimitată a monarhilor. 
Iluminismul polonez, cu toate acestea, s-a dezvoltat într-un context foarte diferit. Sistemul politic polonez era aproape opusul monarhiei absolute: regii polonezi erau aleși, poziția lor fiind foarte slabă, cea mai mare parte a puterii fiind în mâinile Parlamentului (Sejm). 
Reformele poloneze doreau eliminarea acelor legi care au împins sistemul lor pe marginea anarhiei, provocat de abuzul sistemului de vot consensual în Sejm (liberum veto), care a paralizat Uniunea, în special în perioadele dinastiei Wettin, reducând Polonia de la statutul de jucător european important la acela de marionetă a vecinilor săi. Astfel, în timp ce reprezentanții  Iluminismului din Franța și Prusia scriau despre  nevoia a controla și echilibra mai multe puterea regală, Iluminismul polonez a fost orientat spre lupta cu abuzurile care rezultau din prea multă libertate.
Diferențele nu se încheie aici. Dacă mișcarea iluministă din Vest era generată de locuitorii orașelor și de burghezie, cele mai multe reforme ale Uniunii proveneau de la șleahtă. Nobilimea poloneză (reprezentând 10% din populație) considera ideea egalității ca un fundament al culturii lor, iar reformatorii militau pentru extinderea acestei idei și la alte clase sociale. Toleranța religioasă era, de asemenea, un ideal al șleahtei.

## Constituția din 1791

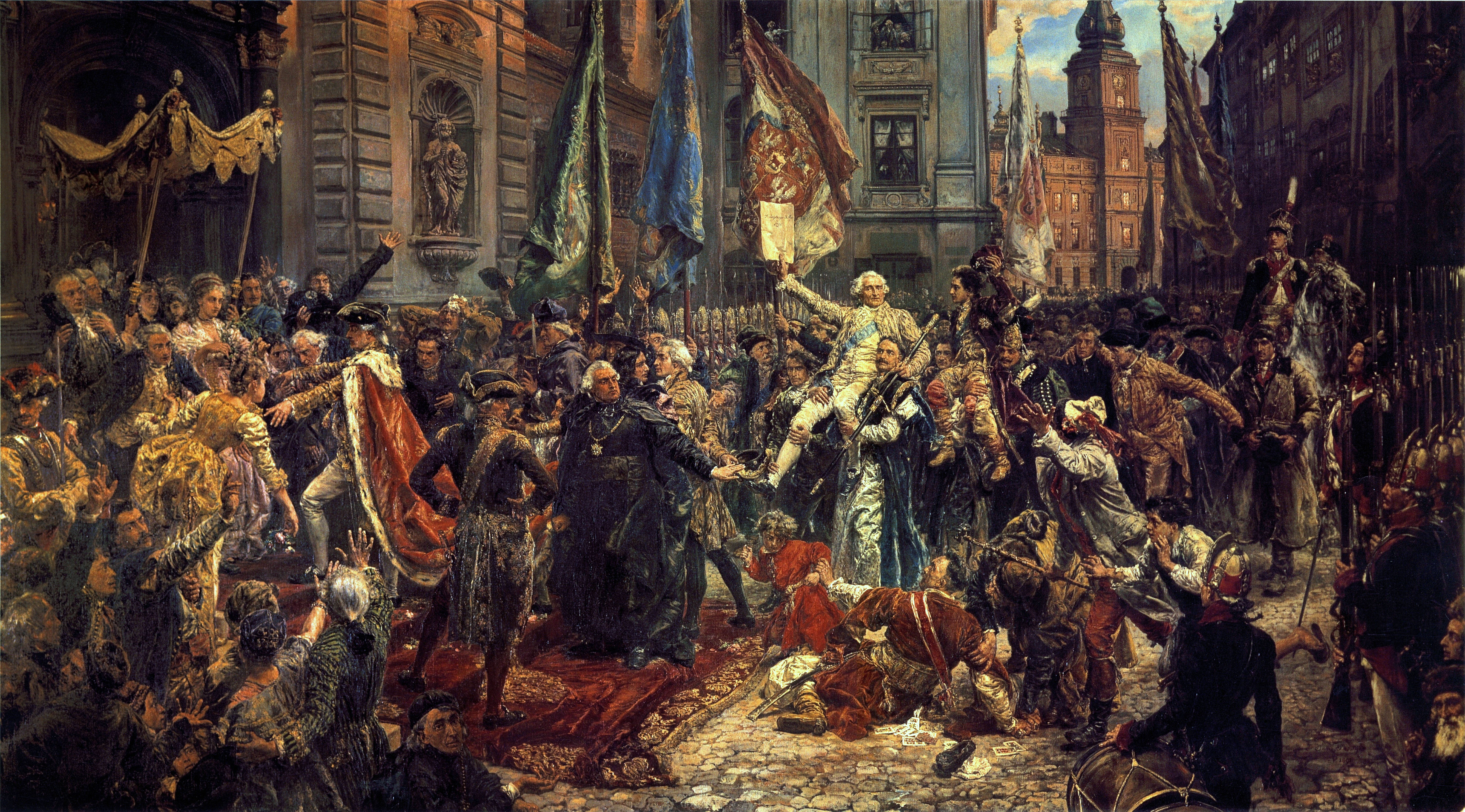
Constituţia de la 3 mai 1791, pictură de Jan Matejko

Ideile din acea perioadă au dus în cele din urmă la una dintre cele mai mari realizări ale Poloniei, Constituția de la 3 mai 1791 (a doua cea mai veche constituție din lume) și alte reforme (cum ar fi crearea Comisiei Naționale a Educației, primul minister al educației din lume), care a încercat să transforme Uniunea polono-lituaniană într-o monarhie constituțională modernă. 
Cu toate că încercările de reformă politică au fost zădărnicite de războiul civil (Confederația din Targowica) și intervenția militară a vecinilor Uniunii s-a încheiat prin împărțirile  Poloniei, impactul cultural al acestei perioade a perseverat în cultura poloneză mai mulți ani după aceea. 
Ideile iluminismului polonez au avut de asemenea un impact semnificativ în străinătate. De la Confederația din Bar (1768) prin perioada Marelui Sejm și până la consecințele Constituției din 03 mai 1791, Polonia a cunoscut o mare dezvoltare a gândirii politice, în special constituționale.
Instituții importante ale Iluminismului inclusiv Teatrul Național fondat în 1765 în Varșovia, de către regele Stanisław August Poniatowski, și în domeniul învățământului avansat: Comisia  Educației Naționale a fost stabilită de Sejm în 1773, Societatea pentru cărți destinate claselor elementare, precum și Corpul de Cadeți (Școala Militară de Cavaleri), printre altele. În extinderea domeniului cunoașterii, a fost fondată Societatea  Prietenilor Științei înființată în 1800 imediat după împărțirea Poloniei. S-au fondat ziare populare ca: Monitor și Zabawy Przyjemne i Pożyteczne.

## Persoane notabile din perioada Iluminismului
- Wojciech Bogusławski - părintele Teatrului polonez
- Franciszek Bohomolec - poet, scriitor, publicist, profesor
- Tadeusz Czacki - fondator al Liceum Krzemienieckie
- Jakub Jasiński - poet, general,  suporter radical al revoluției
- Franciszek Salezy Jezierski - scriitor, activist politic
- Franciszek Karpiński - poet
- Franciszek Kniaźnin (Franciszek Dionizy Kniażin) - poet, scriitor
- Hugo Kołłątaj - preot, activist social și politic, gânditor politic, istoric și filozof
- Stanisław Konarski - precursor al reformei în educație, autor al O skutecznym rad sposobie
- Onufry Kopczyński - profesor, precursor al gramaticii poloneze
- Michał Dymitr Krajewski - scriitor, călugăr piarist, activist în domeniul educativ
- Ignacy Krasicki - one of Poland's greatest poets, scriitor, bishop, co-organiser of Thursday dinners
- Stanisław Leszczyński - rege al Poloniei, activist politic, scriitor (Głos wolny wolność ubezpieczający)
- Samuel Bogumił Linde - președinte al  Towarzystwo do Ksiąg Elementarnych, creator al Słownik Języka Polskiego
- Adam Naruszewicz - poet, traducător, istoric
- Julian Ursyn Niemcewicz - poet, dramaturg, activist al independenței
- Jan Piotr Norblin - pictor
- Józef Maksymilian Ossoliński - scriitor, activist social, științific și cultural activist, fondator al Zakład Narodowy im. Ossolińskich
- Grzegorz Piramowicz - scriitor, filozof, activist educațional
- Stanisław August Poniatowski - rege, mare suporter al artelorși științei în Polonia
- Stanisław Staszic - scriitor, economist
- Jan Śniadecki - astronom, matematician, filozof
- Jędrzej Śniadecki - chimist
- Stanisław Trembecki - poet (clasic)
- Tomasz Kajetan Węgierski - poet, explorator
- Józef Wybicki - activist politic, autor al imnului național polonez Mazurek Dąbrowskiego,
- Franciszek Zabłocki - poet, scriitor
- Andrzej și Józef Załuski - fondatori al primei biblioteci publice,  Biblioteka Załuskich
- Andrzej Zamoyski - politician, autor al  Codului Zamoyski

## Arhitectura

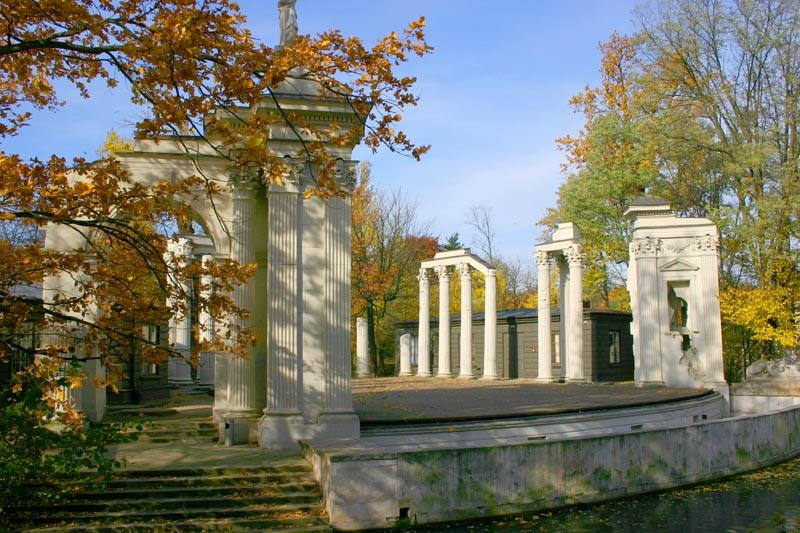
Teatru roman (1790-1793)

Perioada de dezvoltare maximă a stilului arhitectural neoclasic în Polonia a fost în Varșovia, sub domnia lui Stanisław August Poniatowski.
Clasicismul a venit în Polonia în secolul al XVIII-lea. Cei mai buni arhitecți și artiști cunoscuți, care au lucrat în Polonia au fost: Dominik Merlini, Jan Chrystian Kamsetzer, Szymon Bogumił Zug, Stanisław Zawadzki, Efraim Szreger, Antonio Corazzi, Jakub Kubicki, Christian Piotr Aigner, Wawrzyniec Gucewicz și Bertel Thorvaldsen.